# Paulina F. Kernberg

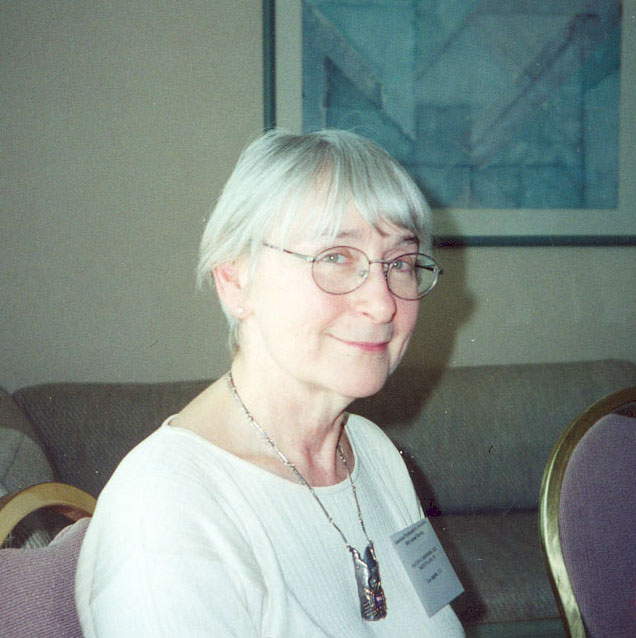
Paulina F. Kernberg

Paulina F. Kernberg (* 10. Januar 1935 in Santiago de Chile; † 12. April 2006, New York City) war eine US-amerikanische Psychoanalytikerin. 

## Leben
Paulina F. Kernberg wurde als Tochter von Isaak und Rebekka Fischer geboren. Sie studierte an der Universität Chile Humanmedizin. Anschließend ging sie in die Vereinigten Staaten an das C. F. Menninger Memorial Hospital in Topeka (Kansas), wo sie eine Facharztausbildung zur Psychiaterin absolvierte. Im Jahr 1968 wurde sie US-amerikanische Staatsbürgerin und ging im folgenden Jahr an das Topeka Institute for Psychoanalysis.
Zunächst lehrte sie ab 1977 als Associate Professor für Psychiatrie am Albert Einstein College of Medicine der Yeshiva University, ein Jahr später wechselte sie in derselben Position an die New Yorker Cornell University, wo sie 1995 zur Professorin ernannt wurde. Außerdem lehrte sie an der Columbia University und war Direktorin des Kinder- und Jugendlichenprogramms am New York Presbyterian Hospital sowie Supervisorin,  Psychoanalytikerin und Fakultätsmitglied des Psychoanalytischen Forschungs- und Ausbildungszentrum.
Paulina Kernberg war seit 1954 mit Otto F. Kernberg verheiratet, mit dem sie drei Kinder hatte.

## Werke (Auswahl)

### Monografien
- mit Alan S. Weiner, Karen Bardenstein: Personality Disorders In Children And Adolescents. Basic Books, New York
- mit Saralea E. Chazan: Children with conduct disorders: a psychotherapy manual. Basic Books, New York 1991
- Clinical characteristics of antisocial children. Zon & Schild, Amersfoort 1996
- mit Joseph D. Noshpitz: Handbook of child and adolescent psychiatry. 5 Bände, Wiley, New York 1997/98
- mit Jules R. Bemporad: The grade-school child: development and syndromes. Wiley, New York 1997

### In deutscher Sprache
- mit Alan S. Weiner, Karen K. Bardenstein: Persönlichkeitsstörungen bei Kindern und Jugendlichen. Klett-Cotta, Stuttgart 2001, ISBN 978-3-608-94323-8
- mit Bernadette Buhl-Nielsen, Lina Normandin: Spiegelbilder : der Einsatz des Spiegels in der klinischen Arbeit mit Kindern und Jugendlichen. Klett-Cotta, Stuttgart 2008, ISBN 978-3-608-94501-0